# Bernold Fiedler

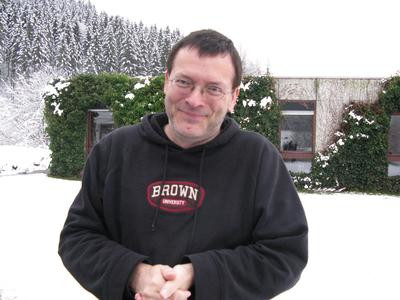
Bernold Fiedler

Bernold Fiedler (* 15. Mai 1956) ist ein deutscher Mathematiker, der sich mit nichtlinearer Dynamik beschäftigt.
Fiedler studierte an der Ruprecht-Karls-Universität Heidelberg, wo er 1980 sein Mathematikdiplom erwarb (Ein Räuber-Beute-System mit zwei time lags) und 1983 promoviert wurde (Stabilitätswechsel und globale Hopf-Verzweigung). Er ist Professor am  Institut für Mathematik der FU Berlin.
Er befasste sich unter anderem mit Musterbildung in Reaktions-Diffusions-Gleichungen (ein Gebiet wo Alan Turing Pionierarbeit leistete).
2008 hielt er die Gauß-Vorlesung (Aus Nichts wird nichts? Mathematik der Selbstorganisation).  2002 war er Invited Speaker auf dem Internationalen Mathematikerkongress in Peking (Bifurcations without parameters: some ODE and PDE examples, mit Stefan Liebscher).
Mitte Juni 2024 forderte Fiedler mit mehreren tausend weiteren Professoren und Dozenten den Rücktritt der Bildungs- und Forschungsministerin Bettina Stark-Watzinger aufgrund ihrer Erwägungen zur Sanktionierung von Hochschulangehörigen.

## Schriften
- Herausgeber: Ergodic theory, analysis and efficient simulation of dynamical systems, Springer Verlag 2001
- mit J. Scheurle Discretization of homoclinic orbits and invisible chaos; Memoirs American Mathematical Society, Band 570, 1996
- Herausgeber mit Boris Hasselblatt, Anatole Katok: Handbook of dynamical systems, Band 2, Elsevier 2002
- Spatio-Temporal Dynamics of Reaction-Diffusion Patterns, in M. Kirkilionis, S. Krömker, R. Rannacher, F. Tomi (Herausgeber) Trends in Nonlinear Analysis, Festschrift dedicated to Willi Jäger for his 60th birthday, Springer-Verlag, 2003, S. 23–152. doi:10.1007/978-3-662-05281-5_2
- Romeo und Julia, spontane Musterbildung und Turings Instabilität, in Martin Aigner, Ehrhard Behrends (Herausgeber) Alles Mathematik. Von Pythagoras zum CD Player, Vieweg, 3. Auflage 2009